# 나카지마촌
나카지마촌(일본어: 中島村)은 일본 후쿠시마현 나카도리에 있는 니시시라카와군의 촌이다. 현내의 시정촌 중에서 가장 면적이 작다.

## 인접한 자치체
- 시라카와시
- 니시시라카와군 야부키정, 이즈미자키촌
- 이시카와군 이시카와정

## 역사
아부쿠마강 서쪽으로 도산도가 지나 번화하였다. 헤이안 시대 말기부터 이시카와씨가 이곳을 지배했다. 에도 막부 말기에는 시라카와번령, 다카다번령, 막부 직할령으로 나뉘어 있었다.
- 1889년 - 여러 정촌이 합병해 요시코가와촌, 나메쓰촌이 성립하였다.
- 1955년 1월 1일 - 요시코가와촌, 나메쓰촌이 합병해 나카지마촌이 되었다.

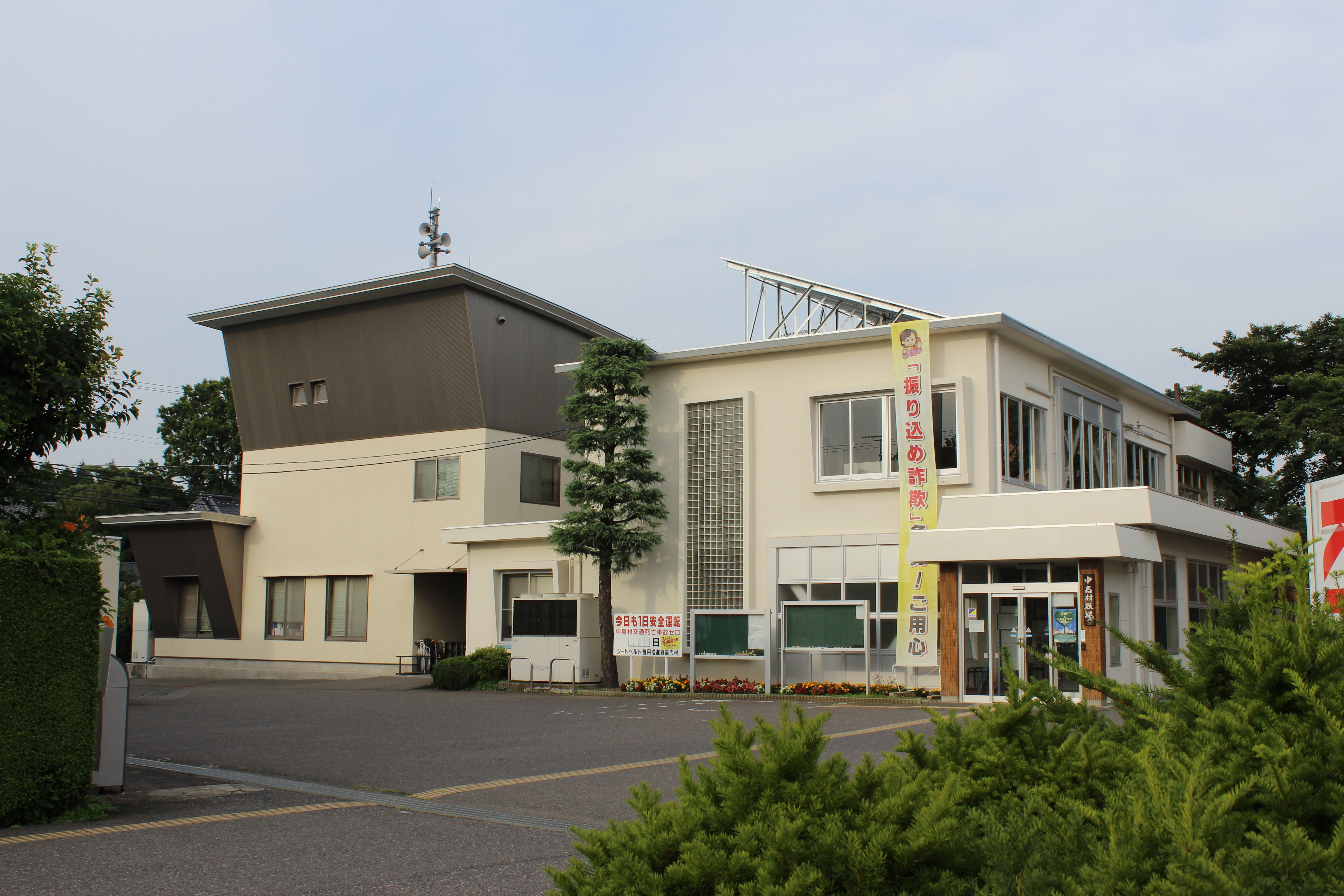
나카지마촌 사무소

## 인구
| 연도 | 인구  | ±%     |
| ---- | ----- | ------ |
| 1920 | 3,145 | —      |
| 1930 | 3,846 | +22.3% |
| 1940 | 4,239 | +10.2% |
| 1950 | 5,616 | +32.5% |
| 1960 | 5,219 | −7.1%  |
| 1970 | 4,438 | −15.0% |
| 1980 | 4,448 | +0.2%  |
| 1990 | 4,885 | +9.8%  |
| 2000 | 5,274 | +8.0%  |
| 2010 | 5,154 | −2.3%  |